# Rio Serjimirim
O rio Seriimirim é um curso de água que banha o estado da Bahia e que deságua no rio Subaé.